# Carcharhinus tilstoni
Carcharhinus tilstoni là một loài cá mập trong chi Carcharhinus. Loài cá mập này đặc hữu của biển miền bắc và đông Úc.
C. tilstoni ưa thích vùng phần trên và giữa của cột nước, chúng có thể được tìm thấy từ vùng bờ biển đến độ sâu 50 m (160 ft). Dáng vẻ bên ngoài loài này hầu như giống hệt với C. limbatus, chỉ có thể phân biệt bằng số đốt sống ít hơn và các dấu hiệu di truyền. Loài này nhìn chung có thân dài 1,5–1,8 m (4,9–5,9 ft), khá mập mạp, màu đồng, mõm dài và các vây có rìa màu đen.